# Объективизм и либертарианство
Философия объективизма Айн Рэнд имела и имеет важное влияние на либертарианство. Многие либертарианцы ищут обоснования своих политических воззрений в объективизме. Тем не менее, взгляды на Рэнд и её философию среди заметных либертарианских деятелей разнятся, а многие приверженцы объективизма враждебно настроены к либертарианству как таковому.

## Разногласия

### Вопрос о ненападении
Некоторые либертарианцы, например Мюррей Ротбард и Уолтер Блок, полагали, что принцип ненападения является логически несводимым: это не есть вывод из посылок какой-либо нравственной философии, но самоочевидная аксиома. Рэнд полагала, что свобода является необходимым условием добродетельного поведения, но её принцип неагрессии выводится из сложной системы предшествующих знаний и ценностей. В силу этого объективисты говорят о принципе неагрессии, в то время как либертарианцы, поддерживающие мнение Ротбарда, называют его «аксиомой ненападения».
Ротбард и другие поборники анархо-капитализма утверждают, что государство требует недобровольного налогообложения, и что во всех известных примерах государство устанавливалось при помощи насилия, а не общественного договора. Посему они расценивают создание и работу на благо минимального «государства-ночного сторожа» (которое поддерживают объективисты) как нарушение принципа ненападения. Напротив, Рэнд полагала, что государство может в принципе существовать за счёт добровольной помощи. Даже невзирая на предполагаемое добровольное налогообложение, часть либертарианцев считает, что государство по определению нарушает права индивидуума (совершает агрессию) хотя бы одним установлением своей монополии на некоторой территории. Объективисты не имеют общего мнения ни по вопросу того, как должны устанавливаться легитимные пределы государства, ни тому, каков был бы правильный механизм достижения политических решений, который бы не нарушал прав несогласных.

### Объективистское отношение к «примитивизму»
В своей биографии «Богиня рынка» Дженнифер Бёрнс замечает, что положение Рэнд о том, будто бы «американские индейцы были дикарями» и, как следствие, «европейские поселенцы имели право захватывать их земли, поскольку населявшие их племена не признавали прав индивидуума» было одним из тех, что «вызывало особое негодование либертарианцев». Бёрнс также замечает, что мнение Рэнд о том, что «палестинцы не имели никаких прав, и было моральным императивом поддерживать Израиль, единственный форпост цивилизации в регионе, погружённом во мрак варварства» также вызывало возмущение среди либертарианцев, которые в то время составляли существенную часть фанатов рэндизма.

### Внешняя политика
Либертарианцы и объективисты зачастую испытывают несогласие в вопросах внешней политики. Рэндистское отрицание того, что его основоположница клеймила как «примитивизм», влияло на отношение её сторонников к процессу мирного урегулирования на Ближнем Востоке в 1970-х годах. Во время войны Судного дня Рэнд денонсировала арабов как «примитивную» и «одну из наименее развитых культур», представленную «в основном кочевниками». Вследствие этого Рэнд полагала, что арабский ресентимент в отношении Израиля был следствием того, что еврейское государство являлось «единственным плацдармом современной науки и цивилизации на их (арабском) континенте», заявляя, что «когда цивилизованные люди сражаются с дикарями, нужно поддерживать цивилизованных людей, кем бы они ни были».
Учёные из либертарианского Института Катона выступали против военного вторжения в Иран, в то время как объективистский Институт Айн Рэнд поддерживал интервенцию.

## Влияние Рэнд на либертарианство
Джон Госперс, первый кандидат в президенты США от Либертарианской партии, уважал Рэнд и считал её философию одним из важнейших источников его собственных политических воззрений. Дэвид Боаз, исполнительный вице-президент Института Катона, американского либертарианского аналитического центра, отзывался о трудах Рэнд как о лежащих «сугубо в русле либертарианской традиции» и что некоторых либертарианцев пугает «суровость её изложения и сложившийся вокруг неё культ». Милтон Фридман описывал Рэнд как «совершенно нетерпимого доктринёра, который делает большое хорошее дело». Один из биографов приводил слова Мюррея Ротбарда о том, что он был «согласен в общем-то со всей [рэндистской] философией», и что именно Рэнд «убедила его в теории естественных прав». Впоследствии Ротбард стал чрезвычайно жёстким критиком Рэнд, заявляя в своём сочинении The Sociology of the Ayn Rand Cult:
Важный урок из истории [объективистского] движения для либертарианцев в том, что это может случиться здесь: что либертарианцы, невзирая на эксплицитное преклонение перед рассудком и индивидуальностью, не свободны от мистического и тоталитарного культизма, который подчиняет себе другие движения, как идеологические, так и религиозные. Но можно надеяться, что либертарианцы, однажды укушенные этим вирусом, смогут продемонстрировать свой иммунитет.
Некоторые объективисты утверждают, что объективизм не сводится к положениям самой Рэнд в философских вопросах, и готовы к сотрудничеству и даже причислению себя к либертарианскому движению. К таковым принадлежат Давид Келли (ушедший из Института Айн Рэнд из-за несогласия по вопросу взаимоотношения объективистов и либертарианцев), Крис Скиабарра, Барбара Бранден (бывшая жена Натаниэля Брандена) и другие. Возглавляемое Келли общество Атланта сосредоточено на построении более тесных связей между «открытыми объективистами» и либертарианским движением.

## Мнение Рэнд о либертарианстве
Рэнд отрицательно отзывалась о либертарианстве как о большей угрозе свободе и капитализму, чем современные либерализм и консерватизм. Рэнд рассматривала объективизм как цельную философскую систему; либертарианство же по её мнению, напротив, это чисто политическая философия, притом сознательно сковывающая себя рамками вопросов публичной политики. Например, объективизм имеет определённые взгляды на вопросы метафизики, эпистемологии, этики, в то время как либертарианство не затрагивает эти вопросы. Рэнд полагала, что рассуждения о политике не могут быть успешными, если они не будут обращаться к тому, что она считала методологическими пререквизитами. Рэнд отрицала свою связь с либертарианским движением, а вслед за ней многие либертарианские активисты.
Рэнд говорила про либертарианцев:
Они не защитники капитализма. Они — группа людей, ищущих публичности. […] Многие из них мои неприятели. […] Я ничего не читала у либертарианцев (в ранние годы, когда я их ещё читала), что не было бы перевранными моими мыслями — то есть, с вырванными из них зубами — и без какого-либо упоминания моего имени.
В интервью, которое Рэнд дала в 1981 году, она отзывается о либертарианцах как о «чудовищной, отвратительной кучке людей», которые «плагиируют мои идеи, когда они соответствуют их целям».
Отвечая на вопрос о Либертарианской партии США в 1976 году, Рэнд сказала:
Кризис современного мира философский: только правильная философия может нас спасти. Но эта партия занимается тем, что ворует некоторые мои идеи, мешает их с их собственными противоположностями — с приверженцами религий, анархистами и любым интеллектуальным отребьем, которое они только могут изыскать — и называют себя либертарианцами и пытаются избираться на публичные должности.

## Примирение
В 2011 году Ярон Брук, на тот момент исполнительный директор Института Айн Рэнд, выступил в Фонде экономического образования. Он был ключевым выступающим на FreedomFest 2012 и выступил на либертарианской площадке ReasonTV 26 июля 2012.
Член совета правления Института Айн Рэнд Джон Эллисон выступил на мероприятии Cato Club 200 Retreat в сентябре 2012, написал статью «The Real Causes of the Financial Crisis» в Cato’s Letter и выступил на Cato’s Monetary Conference в ноябре 2011 года.
25 июня 2012 Институт Катона объявил, что Эллисон станет его следующим президентом. В публичном обращении Института Эллисон был описан как «уважаемый либертарианец». В обращении к работникам Института он писал: «Я полагаю, что по существу терминологическое разделение между либертарианцами и объективистами нерационально. Я пришёл к тому, что признаю, что все объективисты суть либертарианцы, пускай и не все либертарианцы объективисты».
15 октября 2012 Брук объяснил причины сближения в The American Conservative:
Я не думаю, что имела место какая-то существенная перемена в том, как мы относимся к либертарианству. Случилось следующее. Наша организация выросла, и мы приобрели значение, когда наша деятельность не сводится к одним только образовательным программам, наши контакты теперь гораздо шире, и мы больше сотрудничаем с другими организациями. Я также думаю, что либертарианское сообщество поменялось. Оно меньше вдохновляется Ротбардом, на него меньше влияет анархистское, — ужасно, но не подберу более корректного слова, — крыло либертарианства. Как следствие, поскольку мы стали больше и делаем больше, и поскольку либертарианство стало более вменяемым, мы теперь в состоянии сотрудничать больше, чем в прошлом. Но я не думаю, что в идеологии нашего Института что-либо изменилось.